# Noemi Korsan-Ekert
Noemi Korsan-Ekert, z domu Presser (ur. 31 grudnia 1921 we Lwowie, zm. 22 października 2013 w Warszawie) – polska aktorka i reżyser teatralna.

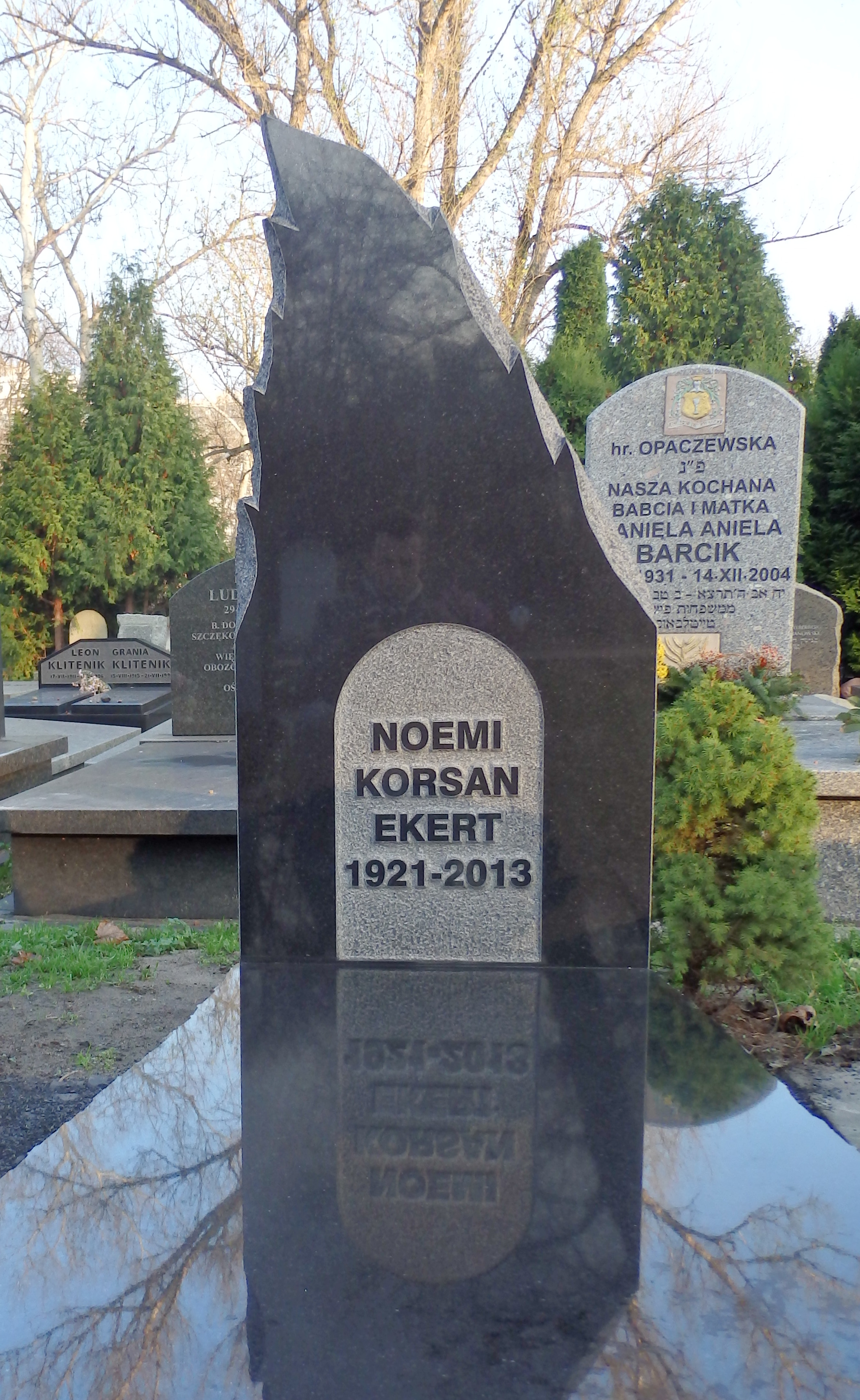
Grób Noemi Korsan-Ekert na cmentarzu żydowskim w Warszawie

Urodziła się w rodzinie żydowskiej, jako jedyne dziecko Markusa Pressera (1894-1935) i Salomei Sary Drucker z domu Gelb (1900-1942). Podczas II wojny światowej więźniarka getta w Drohobyczu i niemieckich obozów koncentracyjnych. W 1961 ukończyła studia na Wydziale Reżyserii PWST w Warszawie. 
Pochowana 28 października 2013 na cmentarzu żydowskim przy ulicy Okopowej.